# Flamurtari Vlorë
Flamurtari Vlorë (Klubi Sportiv Flamurtani Vlorë, KS Flamurtani Vlorë) är en albansk fotbollsklubb från Vlora som spelar i landets högsta division, Kategoria Superiore. Klubben bildades den 23 mars 1923 och har vunnit Kategoria Superiore en gång, år 1991. Klubben har dessutom vunnit den albanska cupen 3 gånger (1985, 1988 och 2009) samt den albanska supercupen två gånger (1990 och 1991). 